# Château de Nakamurayama
Le château de Nakamurayama (中村山城, Nakamurayama-jō) était un château japonais hirayamashiro (平山城, château construit sur une colline) situé à Owase, préfecture de Mie au Japon.
Bâti par Naka Sinhachirō, il fut attaqué par Horinouchi Ujiyoshi et tomba en 1582. C'est à présent un parc public.